# کوتی‌باکتریوم اکنس
کوتی‌باکتِریوم اَکنِس (Cutibacterium acnes) با نام پیشین پروپیونی‌باکتِریوم اَکنِس (Propionibacterium acnes) یک باکتری گرم مثبت بی‌هوازی با رشد نسبتاً آهسته و معمولاً مقاوم به هوا است که با مشکل پوستی آکنه مرتبط است. این باکتری همچنین می‌تواند باعث بلفاریت مزمن و اندوفتالمیت شود، مورد دوم به‌ویژه پس از جراحی درون چشمی شایع است. ژنوم این باکتری، توالی‌یابی شده‌است و یک پژوهش نشان داده‌است که چندین ژن می‌توانند آنزیم‌هایی را برای تخریب پوست و پروتئین‌هایی تولید کنند که ممکن است ایمنی‌زا باشند (دستگاه ایمنی را فعال کنند).
این باکتری تا حد زیادی همسفره است و به‌عنوان بخشی از فلور طبیعی پوست در پوست بیشتر انسان‌های بالغ سالم وجود دارد. این باکتری معمولاً به‌سختی روی پوست نوجوانان سالم قابل تشخیص است و عمدتاً به اسیدهای چرب موجود در سبوم ترشح شده توسط غدد چربیِ فولیکول‌های مو نیاز دارد. همچنین ممکن است در سراسر دستگاه گوارش یافت شود.
کوتی‌باکتِریوم اَکنِس در ابتدا با نام باسیلوس اَکنِس (Bacillus acnes) شناخته می‌شد و بعدها به‌دلیل توانایی آن در تولید اسید پروپیونیک، پروپیونی‌باکتریوم اَکنِس نام گرفت. در سال ۲۰۱۶، این باکتری پس از مطالعات بیوشیمیایی و ژنومی و از نظر ساختار درختی فیلوژنتیک و محتوای سیتوزین-گوانین در دی‌ان‌ای، مجدداً طبقه‌بندی شده و به همراه باکتری‌های پوستی از جمله پروپیونی‌باکتِریوم اویدوم و پروپیونی‌باکتِریوم گرانولوزم، از سردهٔ پروپیونی‌باکتریوم به سردهٔ جدید کوتی‌باکتریوم منتقل شدند.

## نقش در بیماری‌ها

### آکنهٔ ولگاریس
باکتری کوتی‌باکتِریوم اَکنِس عمدتاً در عمق فولیکول‌ها و منافذ زندگی می‌کند اما در سطح پوست سالم نیز یافت می‌شود. در این فولیکول‌ها، باکتری کوتی‌باکتِریوم اَکنِس از سبوم، مواد زائد سلولی و محصولات جانبی متابولیک بافت پوست اطراف به‌عنوان منابع اولیهٔ انرژی و مواد مغذی استفاده می‌کند. افزایش تولید سبوم توسط غدد چربی پوست بیش‌فعال (هایپرپلازی سباسه) یا انسداد فولیکول می‌تواند باعث رشد و تکثیر باکتری کوتی‌باکتِریوم اَکنِس شود.
باکتری کوتی‌باکتِریوم اَکنِس پروتئین‌های زیادی از جمله چندین آنزیم گوارشی ترشح می‌کند. این آنزیم‌ها همچنین می‌توانند لایه‌های سلولی را که دیواره‌های فولیکول را تشکیل می‌دهند بی‌ثبات کنند. آسیب سلولی، محصولات جانبی متابولیک و بقایای باکتریایی تولیدشده توسط رشد سریع کوتی‌باکتِریوم اَکنِس در فولیکول‌ها می‌تواند باعث التهاب شود. این التهاب می‌تواند منجر به علائم مرتبط با برخی از اختلالات پوستی رایج مانند فولیکولیت و آکنهٔ ولگاریس شود. آکنهٔ ولگاریس یک بیماری است که بیشتر با عفونت کوتی‌باکتِریوم اَکنِس مرتبط است.
آکنهٔ ولگاریس یک بیماری التهابی مزمن واحد پیلوسباسه است که شامل فولیکول مو، ساقهٔ مو و غدهٔ چربی است و حدود ۶۵۰ میلیون نفر در سراسر جهان به این بیماری مبتلا هستند. کوتی‌باکتِریوم اَکنِس حدود ۱ تا ۳ سال پیش از بلوغ شروع به کلنی‌زایی روی پوست می‌کند و در این مدت به‌طور تصاعدی رشد می‌کند. به همین دلیل است که بسیاری از نوجوانان و جوانان با آکنه مواجه هستند. نسخه‌های درمان آکنه اغلب آنتی‌بیوتیک هستند. البته با افزایش مقاومت آنتی‌بیوتیکی ، آنتی‌بیوتیک‌ها در حال حاضر اغلب با عوامل ضدباکتریایی با طیف گسترده مانند بنزوئیل پراکسید ترکیب می‌شوند و داروهای دیگری مانند ایزوترتینوئین (که معمولاً با عنوان آکوتان شناخته می‌شود) در بیماران مبتلا به آکنهٔ شدید یا مقاوم استفاده می‌شوند.

### استافیلوکوکوس اپیدرمیدیس
آسیب ناشی از کوتی‌باکتِریوم اَکنِس و التهاب مرتبط با آن، بافت آسیب‌دیده را مستعد کلونی‌زایی توسط باکتری‌های فرصت‌طلب مانند استافیلوکوکوس اورئوس می‌کند. پژوهش‌های ابتدایی نشان داد که منافذ سالم تنها توسط کوتی‌باکتِریوم اَکنِس کلونیزه می‌شوند، درحالی‌که منافذ ناسالم عموماً شامل استافیلوکوکوس اپیدرمیدیس و سایر باکتری‌ها هستند. پژوهش‌های کنونی به این ایده اشاره کرده‌است که کوتی‌باکتِریوم اَکنِس و استافیلوکوکوس اپیدرمیدیس دارای یک رابطهٔ همزیستی هستند. هر دو باکتری در فلور طبیعی پوست وجود دارند و اختلال در تعادل این باکتری‌ها روی پوست می‌تواند منجر به آکنه یا سایر عفونت‌های باکتریایی شود.

### عوارض چشمی
کوتی‌باکتِریوم اَکنِس یکی از علل شایع اندوفتالمیت مزمن به‌دنبال جراحی آب مروارید است. این پاتوژن همچنین ممکن است باعث زخم قرنیه شود.

### فتق دیسک
کوتی‌باکتِریوم اَکنِس در فتق دیسک یافت شده‌است. اسید پروپیونیکی که این باکتری ترشح می‌کند باعث ایجاد شکستگی‌های کوچک در استخوان‌های اطراف می‌شود. این ریزشکستگی‌ها حساس هستند و مشخص شده‌است که آنتی‌بیوتیک‌ها در رفع این نوع کمردرد مفید بوده‌اند.

### سارکوئیدوز
کوتی‌باکتِریوم اَکنِس را می‌توان در لاواژ برونش آلوئولار تقریباً ۷۰ درصد از بیماران مبتلا به سارکوئیدوز یافت و با فعالیت بیماری مرتبط است، اما در ۲۳ درصد از افراد کنترل نیز می‌توان آن را یافت. با این حال، زیرگونه‌های کوتی‌باکتِریوم اَکنِس که باعث این عفونت‌های بافت‌های استریل می‌شوند (پیش از اقدامات پزشکی)، همان زیرگونه‌هایی هستند که روی پوست افرادی یافت می‌شوند که پوست مستعد آکنه ندارند، بنابراین احتمالاً آلاینده‌های محلی هستند. به‌نظر می‌رسد آکنهٔ ولگاریس متوسط تا شدید بیشتر با سویه‌های بدخیم همراه باشد.

### بیماری‌های فرصت‌طلب
کوتی‌باکتِریوم اَکنِس اغلب به‌عنوان یک پاتوژن فرصت‌طلب در نظر گرفته می‌شود که باعث ایجاد طیف وسیعی از عفونت‌های پس از جراحی، مانند عفونت‌های جراحی، عفونت‌های پس از جراحی مغز و اعصاب، عفونت پروتزهای مفصلی (به‌ویژه مفصل شانه)، عفونت‌های شانت جراحی مغز و اعصاب و اندوکاردیت در بیماران با دریچه‌های مصنوعی قلب (عمدتاً مردان) می‌شود. کوتی‌باکتِریوم اَکنِس ممکن است در سایر شرایط از جمله سندرم SAPHO (سینوویت، آکنه، پوستولوز، هیپراستوز، استئوتیت)، سارکوئیدوز و درد سیاتیک نقش داشته باشد. همچنین منبع احتمالی باکتریایی اصلی التهاب عصبی در مغز افراد مبتلا به بیماری آلزایمر است. این باکتری یک آلایندهٔ رایج در کشت خون و مایع مغزی-نخاعی است.

## حساسیت ضدمیکروبی
باکتری کوتی‌باکتِریوم اَکنِس به طیف وسیعی از مولکول‌های ضدمیکروبی، هم از منابع دارویی و هم از منابع طبیعی، حساس هستند. آنتی‌بیوتیک‌هایی که اغلب برای درمان آکنهٔ ولگاریس استفاده می‌شوند اریترومایسین، کلیندامایسین، داکسی‌سایکلین و مینوسایکلین هستند. چندین خانوادهٔ دیگر از آنتی‌بیوتیک‌ها نیز علیه این باکتری فعال هستند، از جمله کینولون‌ها، سفالوسپورین‌ها، پلورموتیلین‌ها، پنی‌سیلین‌ها و سولفونامیدها.

### مقاومت آنتی‌بیوتیکی
ظهور باکتری کوتی‌باکتِریوم اَکنِس مقاوم به آنتی‌بیوتیک نشان‌دهندهٔ یک مشکل رو به رشد در سراسر جهان است. این مشکل به‌ویژه در آمریکای شمالی و اروپا مشهود است. خانواده‌های آنتی‌بیوتیکی که کوتی‌باکتِریوم اَکنِس بیشتر به آن‌ها مقاومت نشان می‌دهد، ماکرولیدها (به‌عنوان مثال، اریترومایسین و آزیترومایسین)، لینکوزامیدها (مانند کلیندامایسین) و تتراسایکلین‌ها (مانند داکسی‌سایکلین و مینوسایکلین) هستند.
با این حال، باکتری کوتی‌باکتِریوم اَکنِس به بسیاری از انواع مواد شیمیایی ضدمیکروبی موجود در محصولات ضدباکتری بدون نسخه، از جمله بنزوئیل پروکساید، تری‌کلوسان، کلروکسیلنول، سالیسیلیک اسید و کلرهگزیدین گلوکونات حساس است.

#### درمان‌ها
چندین مولکول و ترکیب طبیعی برای باکتری کوتی‌باکتِریوم اَکنِس سمی هستند. برخی از اسانس‌ها مانند رزماری، روغن درخت چای، روغن میخک، و اسانس‌های مرکبات حاوی مواد شیمیایی ضدباکتری هستند. همچنین نشان داده شده‌است که عسل طبیعی دارای برخی خواص ضدباکتریایی است که ممکن است در برابر کوتی‌باکتِریوم اَکنِس مؤثر باشد.
عناصر نقره، گوگرد، و مس نیز برای بسیاری از باکتری‌ها از جمله کوتی‌باکتِریوم اَکنِس سمی هستند.
ثابت شده‌است که برخی از داروهای ضدمیکروبی دیگر مانند سالیسیلیک اسید کوتی‌باکتِریوم اَکنِس را مهار می‌کنند. سالیسیلیک اسید یک مادهٔ طبیعی است که از گیاهان (مانند پوست بید سفید) به‌دست می‌آید که برای تحریک لایه‌برداری پوست به‌منظور درمان آکنه استفاده می‌شود. علاوه بر این، پژوهش‌ها در حال برررسی مکانیسمی هستند که توسط آن سالیسیلیک اسید (SA) آکنهٔ ولگاریس را درمان می‌کند. پژوهشی نشان می‌دهد که سالیسیلیک اسید، مسیر AMPK/SREBP1 (پروتئین کیناز فعال‌شده با AMP) را سرکوب می‌کند (مسیر AMPK/SREBP1 یک مسیر سیگنالی است که در تنظیم متابولیسم چربی در سبوسیت‌ها، که سلول‌های مسئول تولید سبوم در پوست هستند نقش دارد) در مسیر درگیر است. سبوسیت‌ها، منجر به کاهش سنتز لیپید و تولید سبوم می‌شوند. سالیسیلیک اسید همچنین پاسخ التهابی سبوسیت‌ها را کاهش می‌دهد و تکثیر کوتی‌باکتِریوم اَکنِس را کاهش می‌دهد. این نتایج نشان می‌دهد که سالیسیلیک اسید یک رویکرد چندوجهی در درمان آکنهٔ ولگاریس با هدف قرار دادن چندین عامل کلیدی مؤثر در توسعهٔ آن دارد. حداقل غلظت بازدارنده برای سالیسیلیک اسید ۴۰۰۰ تا ۸۰۰۰ میکروگرم در میلی‌لیتر است.

## حساسیت به نور
کوتی‌باکتِریوم اَکنِس هنگام قرار گرفتن در معرض نور سیاه به رنگ نارنجی می‌درخشد که احتمالاً به‌دلیل وجود پورفیرین‌های درون‌زا است. این باکتری همچنین توسط پرتوی فرابنفش از بین می‌رود. حساسیت به نور آن را می‌توان با پیش‌تیمار با آمینولوولینیک اسید افزایش داد، اما اثرات جانبی شدیدی در پی دارد و تأثیر قابل توجهی نیز بر درمان ندارد.

## سایر زیستگاه‌ها
مشخص شده‌است که کوتی‌باکتِریوم اَکنِس اندوفیت گیاهان است. به‌نظر می‌رسد که انگور میزبان یک جمعیت اندوفیتیک از کوتی‌باکتِریوم اَکنِس است که ارتباط نزدیکی با سویه‌های مرتبط با انسان دارد. این دو خط تقریباً ۷۰۰۰ سال پیش، تقریباً در همان زمانی که ممکن است کشت انگور توسط بشر آغاز شده باشد، از هم جدا شدند. این زیرگروه از کوتی‌باکتِریوم اَکنِس به افتخار آهنگساز غیرمتعارف فرانک زاپا، کوتی‌باکتِریوم اَکنِس زاپا (Zappae) نام گرفت تا به زیستگاه غیرمنتظره و غیرمتعارف آن اشاره نماید.